# Dorthe Larsen (Fußballspielerin)
Dorthe Larsen (* 8. August 1969 in Storvorde) ist eine ehemalige dänische Fußballspielerin, die als Torhüterin agierte.

## Karriere

### Vereine
Larsen spielte im Seniorinnenbereich von 1989 bis 2012 ausschließlich für Fortuna Hjørring. Während dieser Zeit gewann sie mit ihrer Mannschaft je siebenmal die Meisterschaft und den nationalen Vereinspokal; dreimal gelang das Double. Auf internationaler Vereinsebene war sie mit ihrer Mannschaft für die Teilnahme am Wettbewerb um den UEFA Women’s Cup 2002/03 qualifiziert, nachdem sie sich in der Gruppe 6 in der Vorrunde durchzusetzen wusste. Sie bestritt in der Finalrunde, ab dem Viertelfinale, alle Hin- und Rückspiele einschließlich des Finales. Gegen den schwedischen Meister Umeå IK wurde sowohl das Hin- als auch das Rückspiel mit 1:4 und 0:3 verloren.

### Nationalmannschaft
Als Nationalspielerin für die DBU bestritt sie von 1993 bis 1999 64 Länderspiele sowie ein Länderspiel im Jahr 2005.
Ihr Debüt erfolgte im Turnier um den Open Nordic Cup in Agia Napa (Zypern), als Alternative zur (seit 1982 nicht mehr ausgetragenen) Nordischen Meisterschaft, am 9. März 1993 beim 3:3-Unentschieden gegen die Nationalmannschaft Norwegens. Auch in ihrem zweiten Spiel am 14. März, beim 1:1-Unentschieden gegen die Nationalmannschaft Frankreichs, spielte sie.
Sie bestritt 13 in Freundschaft ausgetragene Länderspiele, kam in drei Spielen in zwei internationalen Turnieren in Japan und in den Vereinigten Staaten zum Einsatz (1:1 und 4:3 vs. Japan am 26. und 29. Mai 1996 in Tokio und Fukuoka sowie 1:1 / 2:4 i. E. vs. Norwegen am 27. Juli 1998 bei den Goodwill Games in Hempstead im Stadion der Hofstra University auf Long Island), und bestritt insgesamt 15 Länderspiele in den fünf Turnieren um den Algarve-Cup 1994, 1995, 1996, 1998 und 1999. Am 19. März 1995 war sie mit ihrer Mannschaft im Finale der Nationalmannschaft Schwedens erst in der Verlängerung mit 2:3 in Loulé unterlegen; wie auch an selber Stätte mit 1:4 gegen die Nationalmannschaft Norwegens am 21. März 1998.
Für die angestrebten Teilnahmen an den Europameisterschaften 1995, 1997 und 2001, bestritt sie neun EM-Qualifikationsgruppenspiele und jeweils zwei Viertelfinalqualifikations- und Playoff-Spiele (2:0 und 0:3 vs. Schweden am 15. und 29. Oktober 1994 sowie 7:1 und 5:0 vs. Portugal am 7. und 28. September 1996). Ihre einzigen drei EM-Endrundenspiele bestritt sie 1997 in der Gruppe B (0:5 vs. Norwegen, 2:2 vs. Italien, 0:2 vs. Deutschland) in der sie mit ihrer Mannschaft als Letztplatzierter aus dem Turnier ausschied.
Bei ihrer ersten WM-Teilnahme 1995 – ohne vorausgegangene Qualifikationsspiele bestritten zu haben – kam sie in allen drei Spielen der Gruppe C zum Einsatz, wie auch im anschließenden Viertelfinale, dass 13. Juni 1995 in Karlstad gegen die Nationalmannschaft Norwegens mit 1:3 verloren wurde. Mit den ersten drei und den letzten beiden Spielen in der WM-Qualifikationsgruppe 4 in der Klasse A, aus der sie mit ihrer Mannschaft als Sieger hervorgegangen war, kam sie zu ihrer zweiten WM-Teilnahme 1999. Sie wurde in allen drei Spielen der Gruppe A eingesetzt und schied mit ihrer Mannschaft nach drei Niederlagen (0:3 vs. USA, 1:3 vs. Nordkorea, 0:2 vs. Nigeria) vorzeitig aus dem Turnier aus.
Zwischen diesen beiden sportlichen Großereignissen war sie auch im olympischen Fußballturnier 1996 erste Wahl im Tor. Nach den drei Niederlagen in der Gruppe E (0:3 vs. USA, 1:5 vs. China, 1:3 vs. Schweden) war das Turnier für sie und ihre Mannschaft beendet.
Ihr letztes Länderspiel fand am 10. November 2005 statt – exakt sechs Jahre nach ihrem letzten Einsatz. Sie wurde im dritten Spiel der WM-Qualifikationsgruppe 3 beim 2:2-Unentschieden gegen die Nationalmannschaft Spaniens in Madrid eingesetzt.

## Erfolge
Nationalmannschaft
- Algarve-Cup-Finalistin: 1995, 1998

Fortuna Hjørring
- UEFA-Women’s-Cup-Finalistin: 2003
- Dänische Meisterin: 1994, 1995, 1996, 1999, 2002, 2009, 2010
- Dänische Pokal-Siegerin: 1995, 1996, 2000, 2001, 2002, 2006, 2008